# 北阿坎德邦
北阿坎德邦（亦译作北坎德邦、乌塔拉坎德邦，ISO 15919轉寫：Úttarakhaṇḍa），为2000年9月9日自北方邦析置的印度第27个邦，原名“北安恰尔邦”（Úttarañcala），自2007年元月起，印度官方将其更为现名。该邦传统上属于印度北方地区，北面与中国西藏接壤，东与尼泊尔交接，西面与喜马偕尔邦为邻，南面与北方邦交界。首府台拉登为北阿坎德邦最大城市。下辖两个专区：库马盎专区（下辖比托拉格尔县等6个县）和加瓦尔专区（下辖乌德尔加希县、杰莫利县等7个县）。该邦最高法院设在奈尼塔尔。

## 名称
北阿坎德邦（鬱多羅犍荼）中的“阿坎德”不是单词，其中音素“阿”是词素“北”与词素“坎德”之间的不发音元音“阿”的显性表现（印地语：乌塔尔[ʊt̪̚.t̪əɾ]->乌塔拉[ʊt̪̚.t̪ə.ɾə]；梵语无不发音元音，读音不变：优多罗[út̪̚.t̪ɐ.ɽɐ]）。“坎德”（羅馬化：khaṇḍa）意爲“分割、分部、部分、分区”，加上前缀“阿”后意爲“不分割的、统一的”（如“阿坎德婆罗多”意爲“统一的印度”），故音素“阿”在“北阿坎德邦”一词中不是词素的一部分更不是前缀，“北阿坎德邦”意卽“北坎德邦”或“北方分区邦”。
原名“北安恰尔邦”中的“安恰尔”（安遮罗；añcala）也是地区的意思，是印度人民党基于印度教民族主义给该邦起的类似东安遮罗的名字。

## 地理
北阿坎德邦以自然风光而闻名。该邦大部分地区都为喜马拉雅山及其冰川所覆盖，其余地区则为茂密的森林。该邦八成土地为喜马拉雅山脉，另外二成则为恒河平原。该邦面积七成均覆盖着森林，使得该邦成为全印度森林覆盖率最高的邦。在喜马拉雅生态圈中，生活着许多珍稀动植物，如雪豹、岩羊及胡兀鹫等。恒河支流亚穆纳河发源于该邦的冰川。

## 领土争议
中国认为，位于北阿坎德邦北卡什县东北部约1,451平方公里属于中国西藏札达县的桑、葱莎、波林三多地区，位于杰莫利县北部的面积大约855 平方公里的巴拉霍提地区（中国称然冲、乌热、拉不底地区）也属于中国西藏札达县。
尼泊尔认为，位于北阿坎德邦比托拉格尔县东北部的面积约75 平方公里卡拉帕尼（Kalapani）地区，属于尼泊尔馬哈卡利專區达尔楚拉县(Darchula district)。目前，上述所有争议领土均被印度实际控制。

## 居民
北阿坎德邦的原住民被称作帕哈里人，意为“山地人”，信奉印度教。人口最多的两个民族分别为库马盎人及加瓦尔人。其他民族还包括十九世纪以来迁居此地的尼泊尔人，及边境上的菩提亚人。低洼的德赖平原则生活着信奉印度教的农牧民族塔鲁人及信奉伊斯兰教的游牧民族古扎尔人（Gurjar）。

## 经济
北阿坎德邦主要产业为农业及牧业，但亦有水电及汽车工业。有塔塔汽车等印度本国企业，亦有本田-英雄（Hero Honda）这样的合资企业。